# Valentina Bellè
Valentina Bellè (Verona, 16 aprile 1992) è un'attrice italiana.

## Biografia
Valentina Bellè nasce a Verona il 16 aprile 1992 da padre italiano e madre tedesca. Sin da piccola dimostra interesse per l'arte e inizia a studiare recitazione. Finito il liceo Valentina lavora come modella, prendendo parte a sfilate e servizi fotografici mentre nel 2010 recita con Davide Silvestri nel video musicale dei Modà ed Emma Arriverà. Nel 2012 Valentina si trasferisce a New York per quattro mesi, dove frequenta la Lee Strasberg Theatre and Film Institute approfondendo gli studi di recitazione.
Tornata in Italia nell'agosto 2012, l'attrice partecipa a un laboratorio di Robert Castle a Vienna e, a settembre, a un seminario di Michael Margotta a Roma. Lavora a Torino, per un mese, come traduttrice per Michael Margotta nella produzione di uno spettacolo teatrale. Nel 2013 prova a entrare nel Centro sperimentale di cinematografia a Roma, dove però viene rifiutata; parte dunque per Londra per imparare l'inglese britannico e tentare l'ingresso alla Royal Academy of Dramatic Art, ma fa ritorno a Roma per entrare al CSC, essendosi liberato un posto. Bellè è stata premiata come miglior attrice protagonista nel 2014 al Roma Web Fest 7, per la serie web Under, diretta da Ivan Silvestrini.
A Roma, una volta ottenuto il diploma al CSC, inizia a lavorare nel mondo della televisione; tra queste un piccolo ruolo ne La vita oscena, film drammatico in concorso alla Mostra del Cinema di Venezia 2014, con regia di Renato De Maria, e la commedia La buca (2014), con regia di Daniele Ciprì. Nel 2013 recita nella serie poliziesca Squadra narcotici 2 mentre nel 2015 partecipa a Maraviglioso Boccaccio, diretto da Paolo e Vittorio Taviani. Nello stesso anno Bellè ricompare in televisione come protagonista nella serie Grand Hotel targata Rai, dove l'attrice ha il ruolo di Adele Alibrandi, una giovane figlia di proprietari alberghieri che indaga sulla scomparsa della sorella di uno dei camerieri.
L'anno dopo, a 24 anni, Bellè partecipa alla serie TV italo-americana I Medici, nella quale interpreta Lucrezia Tornabuoni, madre di Lorenzo de' Medici. All'inizio del 2017 Bellè lavora insieme a Luca Argentero e Giacomo Ferrara al film Il permesso - 48 ore fuori diretto da Claudio Amendola. In seguito Valentina recita nel ruolo di Nina in Amori che non sanno stare al mondo diretto da Francesca Comencini, e prosegue in TV su Rai 1 con la fiction Sirene dove è protagonista nel ruolo di Yara. L'anno si chiude con il film Una questione privata. Sul set di quest'ultimo film Valentina incontra Luca Marinelli, attore con il quale collabora in seguito nel film Fabrizio De André - Principe libero nel ruolo di Dori Ghezzi. Nel 2018 partecipa anche alle riprese di Genius, fiction dedicata alla vita di Pablo Picasso interpretata da Antonio Banderas.
Nel 2019 è la protagonista della serie Rai Volevo fare la rockstar.
Tra il 2023 e il 2025 è tra i protagonisti nella serie The Good Mothers su Disney+, nei film Sei fratelli e La vita accanto e nelle serie televisiva ACAB distribuita da Netflix.

## Filmografia

### Cinema
- La buca, regia di Daniele Ciprì (2014)
- La vita oscena, regia di Renato De Maria (2014)
- Maraviglioso Boccaccio, regia di Paolo e Vittorio Taviani (2015)
- Il permesso - 48 ore fuori, regia di Claudio Amendola (2017)
- Amori che non sanno stare al mondo, regia di Francesca Comencini (2017)
- Una questione privata, regia di Paolo e Vittorio Taviani (2017)
- Dolceroma, regia di Fabio Resinaro (2019)
- L'uomo del labirinto, regia di Donato Carrisi (2019)
- Il Divin Codino, regia di Letizia Lamartire (2021)
- Love Gets a Room, regia di Rodrigo Cortés (2021)
- Ferrari, regia di Michael Mann (2023)
- Lubo, regia di Giorgio Diritti (2023)
- Sei fratelli, regia di Simone Godano (2024)
- La vita accanto, regia di Marco Tullio Giordana (2024)

### Televisione
- La narcotici – serie TV (2015)
- Grand Hotel, regia di Luca Ribuoli – miniserie TV (2015)
- I Medici (Medici: Masters of Florence) – serie TV, 8 episodi (2016)
- Sirene – serie TV (2017)
- Fabrizio De André - Principe libero, regia di Luca Facchini – film TV (2018)
- Genius – serie TV, episodi 2x09-2x10 (2018)
- Illuminate: Palma Bucarelli, regia di Elisa Amoroso – docufilm (2018)
- Catch-22, regia di George Clooney – miniserie TV, 3 puntate (2019)
- Volevo fare la rockstar – serie TV (2019-2022)
- Romulus – serie TV, 3 episodi (2022)
- The Good Mothers – serie TV (2023)
- ACAB - La serie – serie TV (2025)

### Cortometraggi
- Under the Series, regia di Ivan Silvestrini (2014)
- Il Natale di Lia, regia di Michele Giamundo e Massimo Trognoni (2015)
- La Napoli di mio padre, regia di Alessia Bottone (2020)
- L’ultimo spegne la luce, regia di Tommaso Santambrogio (2021)
- Miranda's Mind, regia di Maddalena Crespi (2023)

### Webserie
- Under - The Series, regia di Ivan Silvestrini (2014)

### Video musicali
- Arriverà dei Modà ed Emma Marrone (2011)

## Teatro
- La cosmicomica vita di Q, drammaturgia di Vincenzo Manna, regia di Luca Marinelli, Spoleto (2025)

## Riconoscimenti
- Nastri d'argento
  - 2024 – Candidatura alla migliore attrice non protagonista per Lubo
- Nastri d'argento - Grandi Serie
  - 2023 – Migliore attrice non protagonista per The Good Mothers